# (303710) Velpeau
(303710) Velpeau est un astéroïde de la ceinture principale.

## Description
(303710) Velpeau est un astéroïde de la ceinture principale. Il fut découvert par Bernard Christophe le 9 août 2005 à l'observatoire de Saint-Sulpice. Il présente une orbite caractérisée par un demi-grand axe de 3,12 UA, une excentricité de 0,068 et une inclinaison de 5,71° par rapport à l'écliptique.
Il fut nommé en hommage à Alfred Velpeau, anatomiste et chirurgien français, inventeur du bandage qui porte son nom, la « bande Velpeau ».

## Compléments